# Lengow
Lengow est une entreprise française fondée à Nantes en 2009, spécialisée dans le commerce en ligne.

## Histoire
Lengow est fondée à Nantes en 2009 par Jérémie Peiro et Mickaël Froger. L'entreprise est qualifiée d' « éditeur de gestion de catalogues » qui a pour but d'améliorer la visibilité et la rentabilité des sites marchands,, que ce soit sur les comparateurs de prix, les places de marché, les plateformes d’affiliation, les sites de retargeting et de liens sponsorisés ou encore les blogs et les réseaux sociaux. Le nom Lengow vient du mot swahili « Lengo » qui signifie objectif, et le « W » pour Web.
En avril 2010, l'entreprise réalise sa première levée de 210 000 euros. En juillet 2011, une seconde levée de fonds permet de récolter 1,2 million d’euros.
En 2013, Lengow lance le Lengow Ecommerce Day, l’événement se tient chaque année et réunit l’écosystème ecommerce européen. La même année, la startup « investit » une quinzaine d'Etats européens afin « d'étouffer la concurrence ».
En septembre 2015, 10 millions d’euros lors d'une troisième levée de fonds,,. Des dires du PDG, l’entreprise souhaite se développer à l’international,, ; il vise en particulier les États-Unis et la Chine. L’entreprise opère également un virage en faisant évoluer son offre commerciale vers une plateforme de commerce en ligne automation afin de répondre aux demandes des marques et distributeurs sur internet.
En 2016, Lengow se tourne vers le marché asiatique en participant notamment au programme d’accompagnement Acceleratech China. L’entreprise ouvre aussi un incubateur destiné aux jeunes startups au sein de ses locaux.
Début 2021 le fonds américain de private equity Marlin Equity Partners prend une participation majoritaire dans Lengow. Un an plus tard en avril 2022 l'entreprise nantaise acquiert Netrivals, un outil de la tarification intelligente et de l'analyse de marché. L'acquisition a pour objectif d'aider les marques et les retailers à mieux adapter leur stratégie de mise en vente via le pricing, la big data et l'analyse de marché.

## Prix
- Prix E-Commerce Award 2012 International (organisé par le salon E-Commerce Paris)[24]
- Prix national de l'Entreprise d'avenir 2013 (organisé par L'Express et Ernst & Young)[25]
- Prix Best Solution for International Expansion 2019 (organisé par E-commerce Germany Awards)[26]
- Bronze pour un projet dans la catégorie « Commerce Connecté - Drive to Store » avec Sephora en 2025 (La Nuit des Rois, organisé par Viuz)[27]